# THE LEATHERS
the LEATHERS（ザ・レザーズ）は日本のロックバンド。

## メンバー

### 現在のメンバー
- CROSS :Vo & Guitar（ex.VOODOO・ex/THE JUMPS/赤と黒）。
- 宍倉州吾：Guitar（JETZT）
- 福本勝治：Bass（一般死民/KOZMIC BLUE/THE JUMPS/MODERN DOLLZ）
- 久保田敏明：Drums

### 過去に所属したメンバー
- 半田統彦：Guitar（THE WALTZ）
- 今川勉：Drums（ECHOES/KAI FIVE）
- 寺山ヒロミ：Drums（THE KIDS）
- 三瓶真弓：Drums（DER ZIBET）
- 小林TWO：Drums（SAMURAI/MAGNETS）
- 大矢：Guitar（EDEN）
- 篠原太郎：Guitar（THE BREAKERS/THE BRICK'S TONE）
- 大野浩一郎：Guitar（グレイトリッチーズ）

## 経歴
1986年
the LEATHERS 結成（Guitar：半田、Bass：ロニー橋本、Drums：富塚）。
1990年
TBSテレビ・三宅裕司のいかすバンド天国に出演。
1992年
日本クラウン（ミュージックエキスパート/FIELDWORKS）よりCD「Thru The Night」リリース。
1993年
CLUB CITTA'で行われたラモーンズ来日公演のオープニングアクトを務める。
2000年
VIVID SOUNDより「HERE COMES the LEATHERS」リリース。
2002年
BARKSでスタートしたライヴ配信“LIVE LOFT LINE”に出演。CROSSがイジワルケイオールスターズのシングル「黒イジワルケイ（2002年10月30日、MMM3-1）」「赤イジワルケイ（2002年11月27日、avex trax、AVCD-17201）」に参加。